# Червоні Вишки
Червоні Вишки, — колишнє село в Україні, у Глухівському районі Сумської області. Підпорядковувалось Фотовизькій сільській раді.
Село було ліквідоване протягом 1979–1982 років. Остаточно зняте з обліку 1 січня 1987 року в зв'язку з переселенням жителів.

## Географічне розташування
Село знаходилося біля витоків річок Муравейня та Смолянка. На відстані 2 км знаходяться села Муравейня та Фотовиж, за 2,5 км — колишнє село Широке, неподалік проходить кордон з Росією.